# Robert Rathbun Wilson
Robert Rathbun Wilson (Frontier, 4 marzo 1914 – Ithaca, 16 gennaio 2000) è stato un fisico e scultore statunitense.

## Biografia
Si è laureato nel 1940 alla University of California, Berkeley, discutendo con Ernest Lawrence la tesi "Theory of the Cyclotron" sullo sviluppo di un ciclotrone nel laboratorio di radiazioni di Berkeley. Nello stesso anno si è sposato con Jane Inez Scheyer, dalla quale ha avuto tre figli. In seguito ha lavorato con Henry DeWolf Smyth all'Università di Princeton ad un progetto per la separazione elettromagnetica di isotopi dell'uranio. 
Nel 1943, durante la seconda guerra mondiale, Wilson ed altri suoi colleghi, tra cui Enrico Fermi e Robert Oppenheimer, si trasferirono a Los Alamos per partecipare al Progetto Manhattan. 
Dopo il test di prova dell'esplosione di Trinity, Wilson si pentirà della sua partecipazione al progetto della bomba atomica. Come riporta Richard Feynman avrebbe commentato "è una cosa terribile quella che abbiamo fatto".
Dopo la guerra Wilson è stato professore associato all'Università di Harvard, poi libero docente di fisica alla Cornell University. Nel 1967 assunse la direzione del National Accelerator Laboratory di Batavia (Illinois), oggi noto come Fermilab. 
Wilson, che aveva studiato scultura all'Accademia di belle arti di Firenze nel 1961 durante il suo anno sabbatico, voleva che il Fermilab fosse un posto piacevole dove lavorare. Ebbe un ruolo di primo piano nella sua costruzione e vi fece installare alcune sue sculture, tra cui The Mobius Strip, The Hyperbolic Obelisk, Tractricious e Broken Symmetry. Un'altra sua scultura, Topological III, si trova all'ingresso del dipartimento scientifico dell'università di Harvard. L'edificio principale del Fermilab, sede degli uffici amministrativi, è stato intitolato al suo nome.
Nel 1978 si dimise dalla direzione del Fermilab per protesta contro lo scarso finanziamento da parte del Governo degli Stati Uniti. Nel 1980 è stato nominato Professore Emerito di fisica all'Università di Chicago. Nel 1985 è stato eletto presidente della American Physical Society. 
Ha ricevuto numerosi riconoscimenti, tra cui la Elliott Cresson Medal (1964), la National Medal of Science (1973) e il Premio Enrico Fermi (1984). È stato membro della National Academy of Sciences.